# Episodi de Gli antenati (sesta stagione)
La sesta stagione della serie televisiva Gli antenati, composta da ventisei episodi, andò in onda negli Stati Uniti d'America tra il 17 settembre 1965 e il 1º aprile 1966, mentre in Italia andò in onda tra il 1979 e il 1980.
| nº | Titolo originale                                         | Titolo italiano                 | Prima TV USA      | Prima TV Italia |
| -- | -------------------------------------------------------- | ------------------------------- | ----------------- | --------------- |
| 1  | No Biz Like Show Biz                                     | Largo ai giovani                | 17 settembre 1965 |                 |
| 2  | The House That Fred Built                                | Un vero affare                  | 24 settembre 1965 |                 |
| 3  | The Return of Stony Curtis                               | Il ritorno di un divo famoso    | 1º ottobre 1965   |                 |
| 4  | Disorder in the Court                                    | Disordine a corte               | 8 ottobre 1965    |                 |
| 5  | Circus Business                                          | I luna park                     | 15 ottobre 1965   |                 |
| 6  | Samantha                                                 | Il ritorno alla natura          | 22 ottobre 1965   |                 |
| 7  | The Great Gazoo                                          | Il grande Gazoo                 | 29 ottobre 1965   |                 |
| 8  | Rip Van Flintstone                                       | Chi dorme                       | 5 novembre 1965   |                 |
| 9  | The Gravelberry Pie King                                 | Re delle torte                  | 12 novembre 1965  |                 |
| 10 | The Stonefinger Caper                                    | Come in un film                 | 19 novembre 1965  |                 |
| 11 | The Masquerade Party                                     | Festa in maschera               | 26 novembre 1965  |                 |
| 12 | Shinrock-A-Go-Go                                         | Nato per la danza               | 3 dicembre 1965   |                 |
| 13 | Royal Rubble                                             | Il principe Barba Ruba          | 10 dicembre 1965  |                 |
| 14 | Seeing Doubles                                           | Una coppia in doppia coppia     | 17 dicembre 1965  |                 |
| 15 | How to Pick a Fight with Your Wife Without Really Trying | Lite in famiglia                | 7 gennaio 1966    |                 |
| 16 | Fred Goes Ape                                            | Richiamo della specie           | 14 gennaio 1966   |                 |
| 17 | The Long, Long, Long Weekend                             | Viaggio nel futuro              | 21 gennaio 1966   |                 |
| 18 | Two Men on a Dinosaur                                    | Due uomini su un dinosauro      | 4 febbraio 1966   |                 |
| 19 | The Treasure of Sierra Madrock                           | Il tesoro della Sierra Matrigna | 11 febbraio 1966  |                 |
| 20 | Curtain Call at Bedrock                                  | Su il sipario                   | 18 febbraio 1966  |                 |
| 21 | Boss for a Day                                           | Capo per un giorno              | 25 febbraio 1966  |                 |
| 22 | Fred's Island                                            | L'isola di Fred                 | 4 marzo 1966      |                 |
| 23 | Jealousy                                                 | Gelosia                         | 11 marzo 1966     |                 |
| 24 | Dripper                                                  | La foca rapita                  | 18 marzo 1966     |                 |
| 25 | My Fair Freddy                                           | Alta società                    | 25 marzo 1966     |                 |
| 26 | The Story of Rocky's Raiders                             | Caro Diario...                  | 1 aprile 1966     |                 |